# Morgane Coston
Morgane Coston, née le 28 décembre 1990 à Bellevue-la-Montagne en Haute-Loire, est une coureuse cycliste française.

## Carrière
Elle concilie sa carrière de cycliste avec son métier de professeure de français pendant plusieurs années. Après avoir intégré une formation canadienne pour la saison 2021, elle rejoint l'année suivante les rangs de l'équipe bretonne Arkéa. Avec Arkéa, elle prend part notamment à plusieurs épreuves du calendrier World Tour, comme la Flèche wallonne, Liège-Bastogne-Liège et le Tour du Pays basque. Le 14 juin, elle obtient son meilleur résultat de la saison avec une neuvième place au Mont Ventoux Dénivelé Challenges. Au mois de juillet, elle est sélectionnée pour le Tour de France, qu'elle termine à la 45e place.

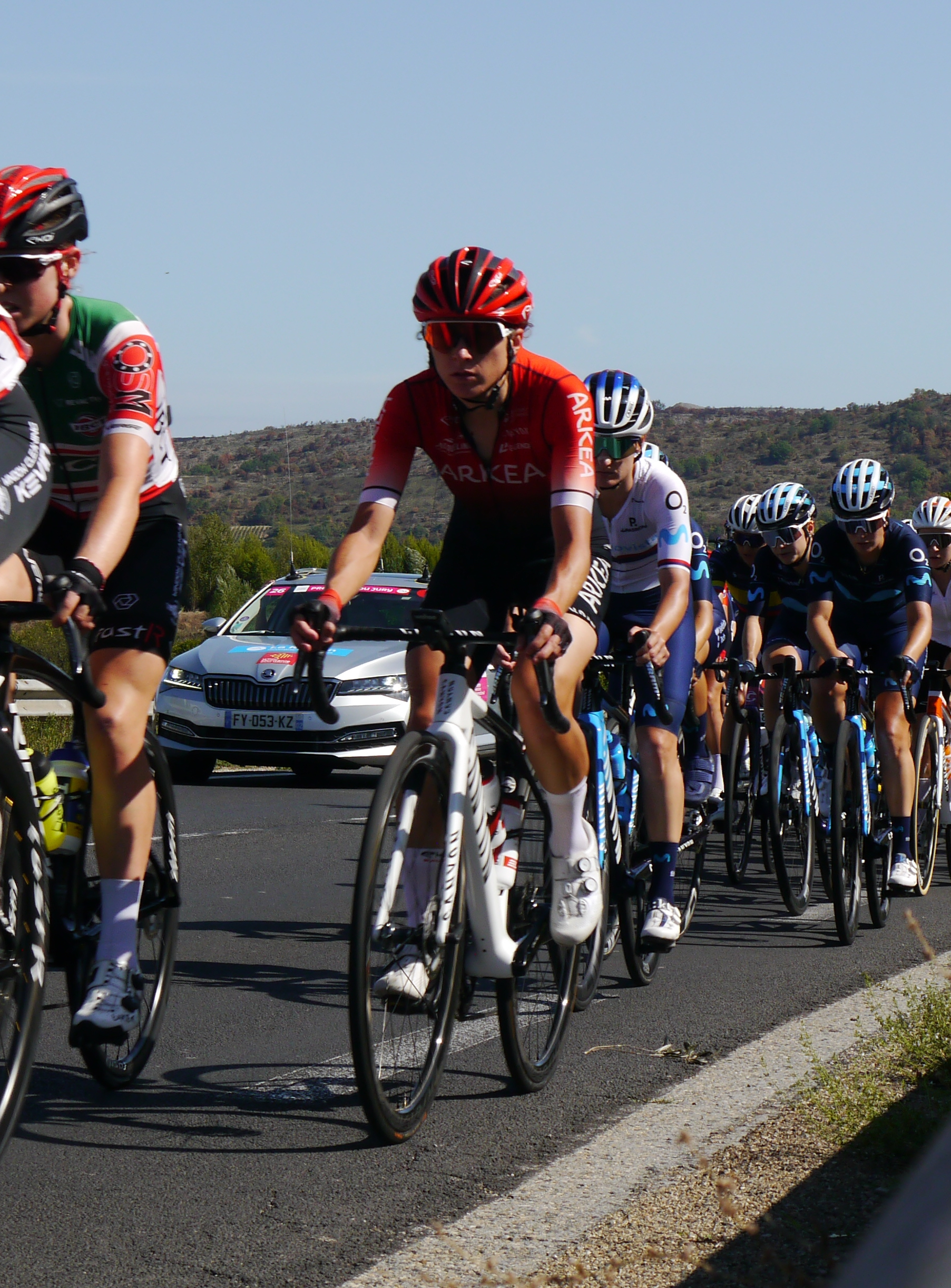
Morgane Coston dans le peloton du TCFIA 2022. (étape 7)

## Palmarès sur route

### Par années
- 2018
  - Prix de la Ville du Mont Pujols
- 2020
  - Tour du Gévaudan Occitanie
- 2021
  -  2e du Tour de Feminin[1]
- 2023
  - 3e de l'Alpes Grésivaudan Classic
- 2025
  - 2e du Grand Prix Presidente
  - 3e du Grand Prix Boquerón

### Résultats sur les grands tours

#### Tour de France
3 participations
- 2022 : 45e[2]
- 2023 : 74e
- 2025 : 46e

#### Tour d'Italie
1 participation
- 2024 : 83e

### Classements mondiaux
| Année                                 | 2018 | 2019 | 2020 | 2021 | 2022 | 2023 | 2024 |
| ------------------------------------- | ---- | ---- | ---- | ---- | ---- | ---- | ---- |
| Classement UCI                        | 736e | nc   | nc   | 363e | 240e | 179e | 367e |
| UCI World Tour                        | nc   | nc   | nc   | nc   | 173e | 147e | 188e |
|                                       |      |      |      |      |      |      |      |
| Légende : nc = non classéSource : UCI |      |      |      |      |      |      |      |